# قيس السندي
قيس السندي (عام 1967 م، بغداد) فنان تشكيلي عراقي.

## سيرة
قيس السندي من مواليد عام 1967، حصل على درجتي البكالوريوس والماجستير في الفنون الجميلة من جامعة بغداد. في 2004، استقر في الأردن إلى غاية 2008، انتقل السندي إلى الولايات المتحدة، وهو مقيم في ولاية كاليفورنيا في الولايات المتحدة ويعرض لوحاته في معارض منفردة في عدة مدن أمريكية إلى جانب عمان ودبي والكويت.

## حياته العملية
- عضو نقابة الفنانين العراقيين.
- عضو جمعية التشكيليين العراقيين.
- عضو الرابطة الدولية للفن التشكيلي[4] العالمية، اليونسكو.

## المؤهلات العلمية
- 2004 ماجستير فنون جميلة/ كلية الفنون الجميلة/ جامعة بغداد.
- 2002 دبلوم في اللغة الفرنسية/ المركز الثقافي الفرنسي/ بغداد.
- 2002 بكالوريوس فنون تشكيلية- رسم/ كلية الفنون الجميلة/ بغداد.
- 1989 بكالوريوس هندسة/ كلية الهندسة/ جامعة بغداد

## أعمال

### المعارض
له العديد من المعارض في عده دول عربية وغربية، ومنها:
- معرض ثنائي (الشرق والغرب، نقطة لقاء) مع فنان أمريكي، قاعة ديموزي للفنون، لونغ آيلاند- نيويورك.[1]
- 2012 – المعرض الشخصي العاشر (صراع من أجل البقاء) قاعة رؤى 32 للفنون في عمان  الأردن  ويضم المعرض 35 عملا فنيا نفذت بألوان الاكريليك على القماش.[3][5][6]
- 2010 – المعرض الشخصي «الفردوس المفقود» عمان  الأردن .[2]

- 2007 – معرض مشترك (روح متقدة)، متحف الفن الحديث في مدينة بونتياك في ميشيغان/ اميركا.
- 2006 – معرض شخصي في سويسرا/ مدينة فريبورك،
- 2000 – مجموعة منتخبة للفن العراقي المعاصر في قاعة زمان، بيروت- لبنان
- 1999 – معرض (بلاد الرافدين، مهد الابداع، أرض الحضارة) في كاليفورنيا- اميركا
- 1997 – معرض الفن العراقي المعاصر، برلين-ألمانيا.
- 1996 – معرض (عيون عراقية)، قاعة أبعاد، ديترويت، ميشغيان-اميركا.

### أعمال جدارية
- 2004 جدارية السلام (4 × 7) على الجدار الأمامي للسفارة الفرنسية/ بغداد

### إخراج
- 2021 – إخراج «حروف لا تحترق» أول عمل له من نوعية فن الفيديو الآرت.[7]

## نقد
- كتب فاروق يوسف، الناقد العراقي المقيم في السويد، عن تجربة الفنان قيس السندي: «يستعير قيس السندي نبوءاته من الواقع. بغض النظر عن التقنية، فان الصورة لا تكتفي بالمتخيل. هناك دائما فكرة محلقة، من غير أن تتخلى تلك الفكرة عن قدميها.»[5] و«أرى ان الفنان قد بذل جهدا عظيما خلال السنوات القليلة الماضية من أجل ان يبدو تمكنه التقني حدثا طبيعيا.»[6]
- وصف الناقد التشكيلي عاصم فرمان أعمال السندي: «تجربة الفنان هذه تشكل نقطة تحول في مسيرة الفنية قياسا باعماله السابقة. ان السندي فنان مجتهد ومثابر يبحث عن استقرار اسلوبي»[6]
- ورأى الناقد التشكيلي مؤيد البصام «ان السندي لم يقدم في معرضه أعمالا فنية تختلف عما هو موجود حاليا في الساحة التشكيلية العراقية، اذ ان اعمال معظم الفنانيين التشكيليين الشباب وخاصة المغتربين منهم تنتمي إلى اسلوب مابعد الحداثة بسبب تأثرهم بالفنون التشكيلية الغربية.»[6]

- «في نماذج نساء قيس السندي ميزات جماليه لفكره قائمة لديه عن جمال يخرج من سيكولوجيا الجسد إلى سيكولوجيا الرسم ، انه يصنع جماليات لحضور ثري وهو يضفي على تجريداته لمسته المعماريّه .. ونظرته الرفيعه إلى كتلة الجسد وظلالها وصداها»[8]

- «عكست لوحات قيس السندي هموم العراقيين الذين تغربوا والذين يحلمون بالعودة»[2]